# Марина (општина)
Марина је насељено место и седиште општине у Сплитско-далматинској жупанији, Република Хрватска.

## Назив
Шимун Милиновић наводи податак да место Марина носи име по цркви свете Марине. Та црква је некада била уз обалу у дну залива. Италијански назив је био Bossolina. (Хрватске успомене из Далмације, pp. 216.)

## Историја
До територијалне реорганизације у Хрватској налазила се у саставу старе општине Трогир.

## Становништво
На попису становништва 2011. године, општина Марина је имала 4.595 становника, од чега у самој Марини 1.117.

### Општина Марина
| Број становника по пописима | Број становника по пописима | Број становника по пописима | Број становника по пописима | Број становника по пописима | Број становника по пописима | Број становника по пописима | Број становника по пописима | Број становника по пописима | Број становника по пописима | Број становника по пописима | Број становника по пописима | Број становника по пописима | Број становника по пописима | Број становника по пописима | Број становника по пописима |
| --------------------------- | --------------------------- | --------------------------- | --------------------------- | --------------------------- | --------------------------- | --------------------------- | --------------------------- | --------------------------- | --------------------------- | --------------------------- | --------------------------- | --------------------------- | --------------------------- | --------------------------- | --------------------------- |
| 1857                        | 1869                        | 1880                        | 1890                        | 1900                        | 1910                        | 1921                        | 1931                        | 1948                        | 1953                        | 1961                        | 1971                        | 1981                        | 1991                        | 2001                        | 2011                        |
| 2.811                       | 2.724                       | 3.088                       | 3.462                       | 3.770                       | 3.984                       | 5.279                       | 6.291                       | 5.719                       | 6.002                       | 6.020                       | 5.442                       | 4.775                       | 4.417                       | 4.771                       | 4.595                       |

Напомена: Настала из старе општине Трогир. Од 1857. до 1971. садржи део података за општину Сегет. У 1869. део података садржан је у граду Трогиру.

### Марина (насељено место)
| Број становника по пописима | Број становника по пописима | Број становника по пописима | Број становника по пописима | Број становника по пописима | Број становника по пописима | Број становника по пописима | Број становника по пописима | Број становника по пописима | Број становника по пописима | Број становника по пописима | Број становника по пописима | Број становника по пописима | Број становника по пописима | Број становника по пописима | Број становника по пописима |
| --------------------------- | --------------------------- | --------------------------- | --------------------------- | --------------------------- | --------------------------- | --------------------------- | --------------------------- | --------------------------- | --------------------------- | --------------------------- | --------------------------- | --------------------------- | --------------------------- | --------------------------- | --------------------------- |
| 1857                        | 1869                        | 1880                        | 1890                        | 1900                        | 1910                        | 1921                        | 1931                        | 1948                        | 1953                        | 1961                        | 1971                        | 1981                        | 1991                        | 2001                        | 2011                        |
| 169                         | 1.356                       | 576                         | 329                         | 335                         | 374                         | 1.821                       | 2.377                       | 491                         | 535                         | 612                         | 540                         | 671                         | 879                         | 1.085                       | 1.117                       |

Напомена: У 1869, 1921. и 1931. садржи податке за насеља Густирна и Врсине, а у 1857, 1869, 1921. и 1931. за насеља Дограде и Свинца. У 1991. смањено је издвајањем дела насеља у нова насеља Пољица и Свинца. У 2001. смањено је издвајањем дела насеља у ново насеље Позорац за које садржи податке у 1857, 1869, 1921, 1931, 1981. и 1991.

### Попис1991.
На попису становништва 1991. године, насељено место Марина је имало 879 становника, следећег националног састава:
| Попис 1991.‍  | Попис 1991.‍  | Попис 1991.‍ | Попис 1991.‍ | Попис 1991.‍ |
| ------------ | ------------ | ----------- | ----------- | ----------- |
|              |              |             |             |             |
| Хрвати       | Хрвати       |             | 757         | 86,12%      |
| Југословени  | Југословени  |             | 27          | 3,07%       |
| Муслимани    | Муслимани    |             | 17          | 1,93%       |
| Срби         | Срби         |             | 12          | 1,36%       |
| Албанци      | Албанци      |             | 4           | 0,45%       |
| Македонци    | Македонци    |             | 4           | 0,45%       |
| Пољаци       | Пољаци       |             | 3           | 0,34%       |
| Немци        | Немци        |             | 1           | 0,11%       |
| Роми         | Роми         |             | 1           | 0,11%       |
| Словенци     | Словенци     |             | 1           | 0,11%       |
| Црногорци    | Црногорци    |             | 1           | 0,11%       |
| Чеси         | Чеси         |             | 1           | 0,11%       |
| неопредељени | неопредељени |             | 18          | 2,04%       |
| регион. опр. | регион. опр. |             | 7           | 0,79%       |
| непознато    | непознато    |             | 25          | 2,84%       |
| укупно: 879  |              |             |             |             |